# Hannah Stone
Hannah Stone (* 27. dubna 1987 Swansea) je velšská harfenistka. Studovala nejprve ve Walesu a později na Guildhall School of Music and Drama v Londýně. V letech 2010 až 2012 pokračovala ve studiu na Royal Welsh College of Music & Drama v Cardiffu. V roce 2011 byla jmenována Oficiální harfenistkou Prince z Walesu. Pozici opustila v roce 2015. Jejím manželem byl pěvec Gary Griffiths, kterého roku 2014 opustila kvůli jinému opernímu pěvci, Brynu Terfelovi. V roce 2015 se jim narodila dcera.